# 太陽系の天体で最も高い山の一覧

太陽系最大の山、火星のオリンポス山と地球のエヴェレスト山とマウナ・ケア山の比較。

太陽系の天体で最も高い山の一覧（たいようけいのてんたいで もっともたかいやまのいちらん）では、太陽系の天体の中で最も高い山を一覧に示す。場合によっては異なる基準の最高点も記載されている。
火星にある楯状火山であるオリンポス山は高さ21.9kmで、太陽系の惑星の中で最も高い山である。1971年に発見されてから40年間、既知の太陽系内の山で最も高い山であったが、2011年にベスタにあるクレーター、レアシルヴィアの中央丘は、同等以上の高さであることが判明した。

## 一覧
他の天体には地球における海抜と同等の基準が存在しないため、高さは基底（山麓）から頂上の比高とする。
| 天体         | 最高点                                   | 高さ             | 起源             | 備考                                                                                               |
| ------------ | ---------------------------------------- | ---------------- | ---------------- | -------------------------------------------------------------------------------------------------- |
| 水星         | カロリス山脈 (Caloris Montes)            | 3,000m以下       | 天体衝突         | カロリス盆地ができた際の衝突によって形成された。                                                   |
| 金星         | マクスウェル山                           | 約6,400m         | 地殻運動         | 恐らく硫化鉛である、金属の金星の雪がある                                                           |
| 金星         | マアト山                                 | 約4,900m         | 火山活動         | 金星で最も高い火山。                                                                               |
| 地球         | マウナ・ケア山 と マウナ・ロア山         | 10,200m          | 火山活動         | 山の4,205mの部分のみが海面より上に出ている。                                                       |
| 地球         | ハレアカラ山                             | 9,100m           | 火山活動         | 山の3,100mの部分のみが海面より上に出ている。                                                       |
| 地球         | テイデ山（ピコ・デル・テイデ）           | 7,500m           | 火山活動         | 海抜は3,718m。                                                                                     |
| 地球         | デナリ（マッキンリー山）                 | 5,300 - 5,900m   | 地殻運動         | 陸地の基底からの比高が地球上で最も高い                                                             |
| 地球         | エヴェレスト山（チョモランマ）           | 3,600 - 4,600m   | 地殻運動         | 北の麓から4,600m、南の麓から3,600mである。                                                         |
| 月           | ホイヘンス山                             | 5,500m           | 天体衝突         | 雨の海ができた際の衝突によって形成された。                                                         |
| 月           | ハドリー山                               | 4,500m           | 天体衝突         | 雨の海ができた際の衝突によって形成された。                                                         |
| 月           | リュムケル山                             | 1,100m           | 火山活動         | 月面最大の火山構造物                                                                               |
| 火星         | オリンポス山                             | 21,900m          | 火山活動         | 1000km離れた北部の平原より26km盛りあがっている。                                                   |
| 火星         | アスクレウス山                           | 14,900m          | 火山活動         | タルシス三山のうち最も高い山。                                                                     |
| 火星         | エリシウム山                             | 12,600m          | 火山活動         | エリシウムで最も高い火山。                                                                         |
| 火星         | アルシア山                               | 11,700m          | 火山活動         | 頂上のカルデラは直径108 - 138kmに亘る                                                              |
| 火星         | パヴォニス山                             | 8,400m           | 火山活動         | 頂上のカルデラは4,800mの深さ。                                                                     |
| 火星         | アンセリス山 (Anseris Mons)              | 6,200m           | 天体衝突         | 火星の非火山性地形の中で最も高い。ヘラス平原ができた際の衝突によって形成された。                   |
| 火星         | アイオリス山（シャープ山）               | 4,500 - 5,500m。 | 堆積作用         | ゲールが作られた際に形成された（ゲールの中央丘である）。北の麓から5,500m、南の麓から4,500mである。 |
| ベスタ       | レアシルヴィアの中央丘                   | 22,000m          | 天体衝突         | 太陽系の天体の最も大きなクレーターの一覧も参照。                                                   |
| イオ         | ボオサウレ山脈 (Boösaule Montes) "South" | 17,500 - 18,200m | 地殻運動         | 南東の縁には15kmの高い崖がある。                                                                   |
| イオ         | イオニア山東峰 (Ionian Mons east ridge)  | 約12,700m        | 地殻運動         | 湾曲した二重隆起の形状をしている。                                                                 |
| イオ         | エヴィア山脈 (Euboea Montes)             | 10,300 - 13,400m | 地殻運動         | 北西側面の地滑りは25,000km3のデブリエプロンを残した。                                              |
| イオ         | 未命名 (西経245度、南緯30度)             | 約2,500m         | 火山活動         | イオの非定型円錐火山のうち最も高いものの一つ。                                                     |
| ミマス       | ハーシェルの中央丘                       | 約7,000m         | 天体衝突         | 太陽系の天体の最も大きなクレーターの一覧も参照。                                                   |
| ディオネ     | ジャニコロ尾根 (Janiculum Dorsa)         | 約2,000m         | 地殻運動         | 周囲の地殻が約500m落ち込んでいる。                                                                 |
| タイタン     | ミスリム山脈 (Mithrim Montes)            | 2,000m           | 地殻運動 (?)     | 大域的収縮に起因して形成されている可能性がある                                                     |
| タイタン     | ドゥーム山 (Doom Mons)                   | 1,450m           | 冷凍火山活動 (?) | 1,700mの深い陥没、ソトラ・パテラに隣接する。                                                       |
| イアペトゥス | 赤道上の尾根                             | 約20,000m        | 未詳。           | それぞれの山は測定されていない。                                                                   |
| オベロン     | 未命名 ("limb mountain")                 | 約11,000m        | 天体衝突 (?)     | 6kmという値がボイジャー2号接近直後与えられた。                                                     |

## 画像
基底から頂上の比高が大きい順。

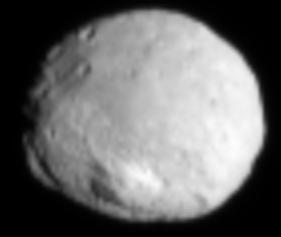
レアシルヴィアの中央丘。ドーンによる高度100,000kmからの写真。
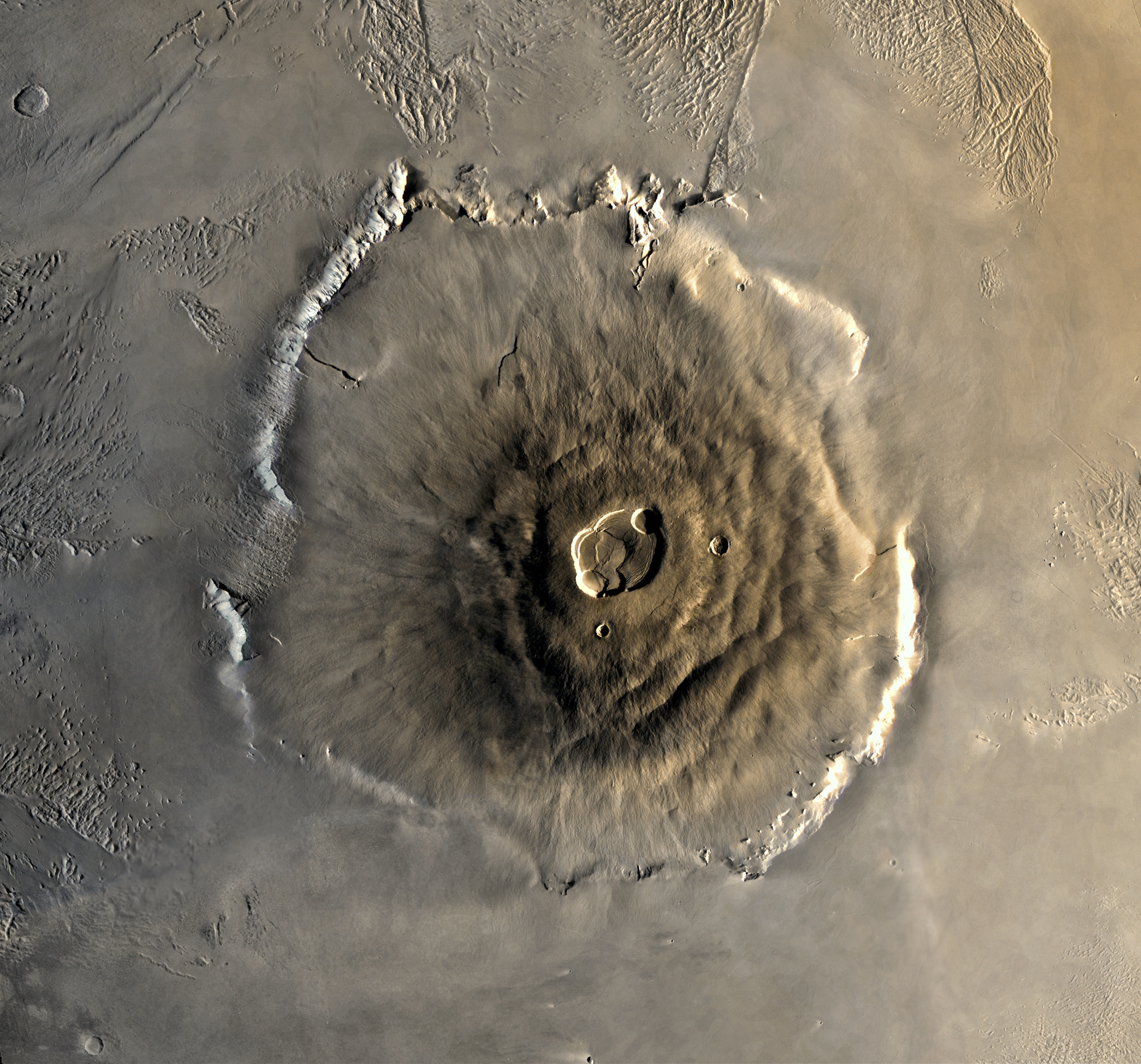
火星のオリンポス山。バイキング1号による写真。 (1978年)
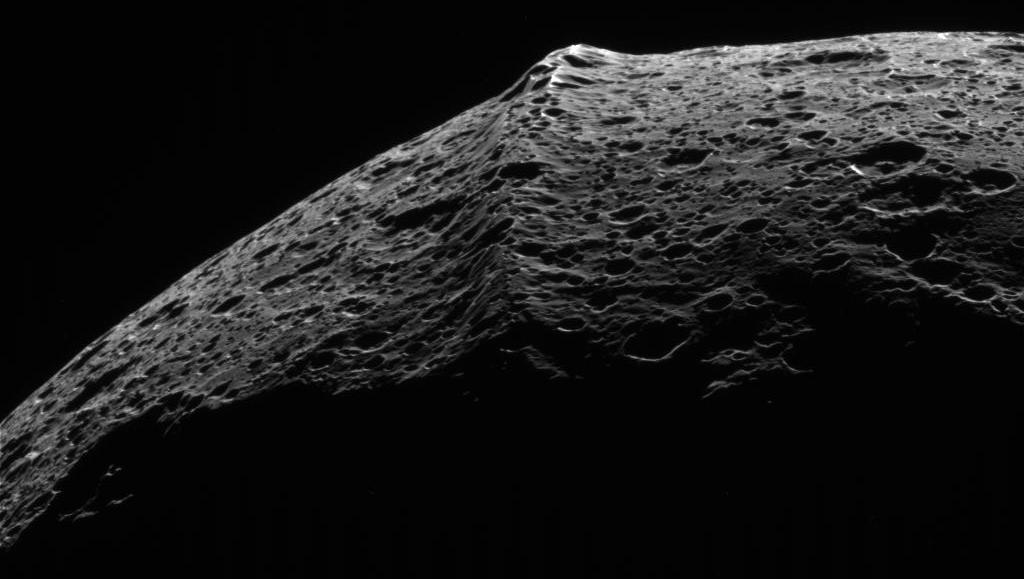
イアペトゥスの赤道上の尾根。カッシーニ・ホイヘンスによる。
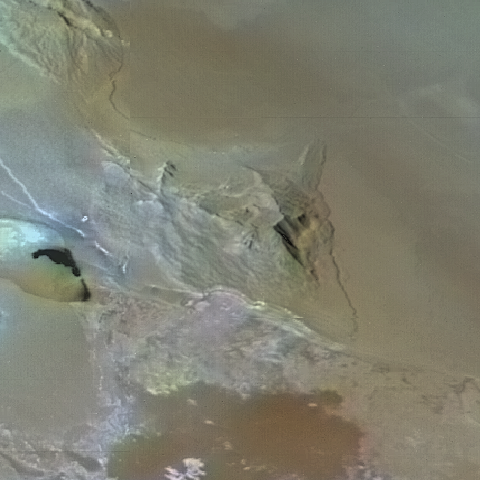
イオの最高点、ボオサウレ山脈南部。ボイジャー1号による。
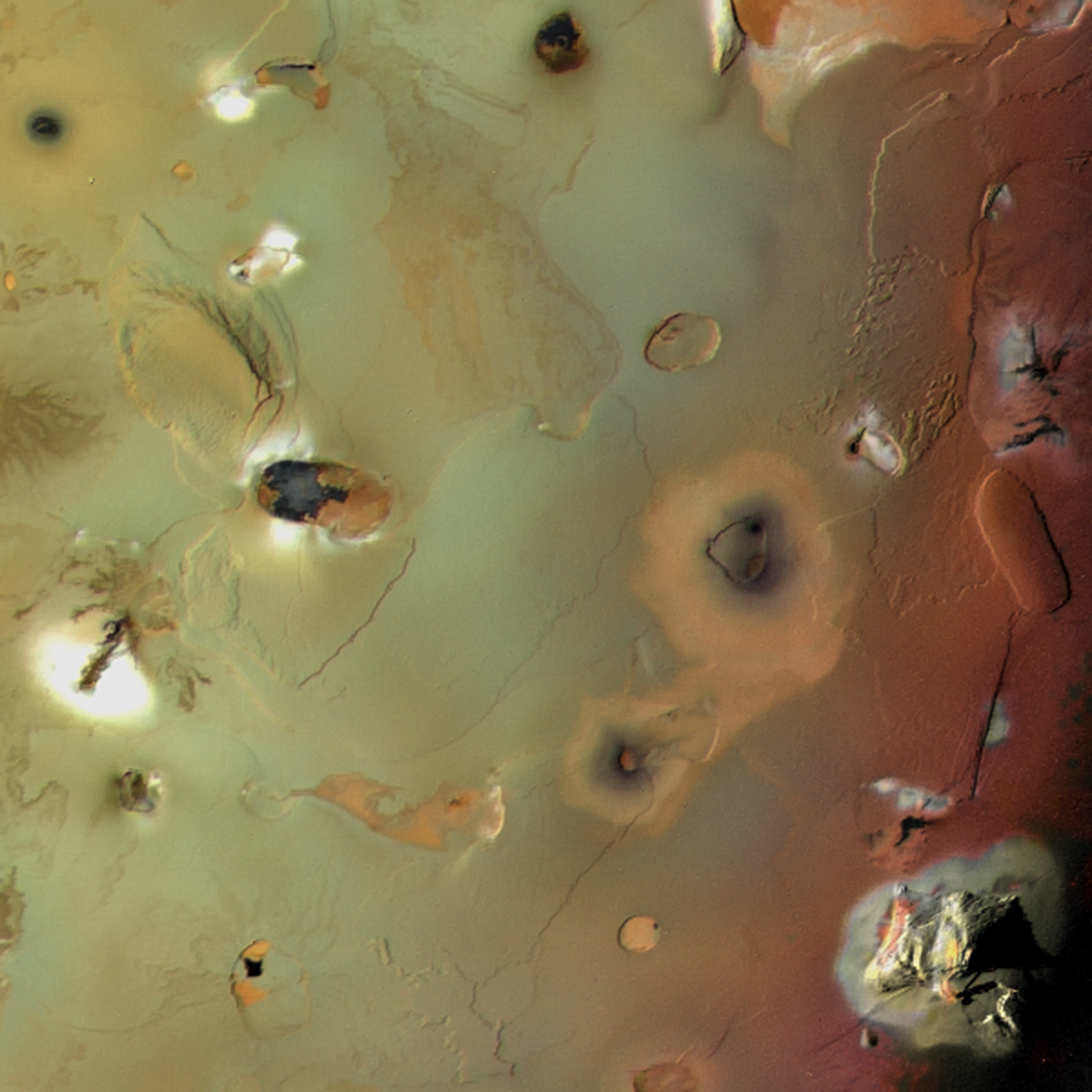
イオのエヴィア山脈 (左上)と ハエムス山脈 (右下)。左が北である。
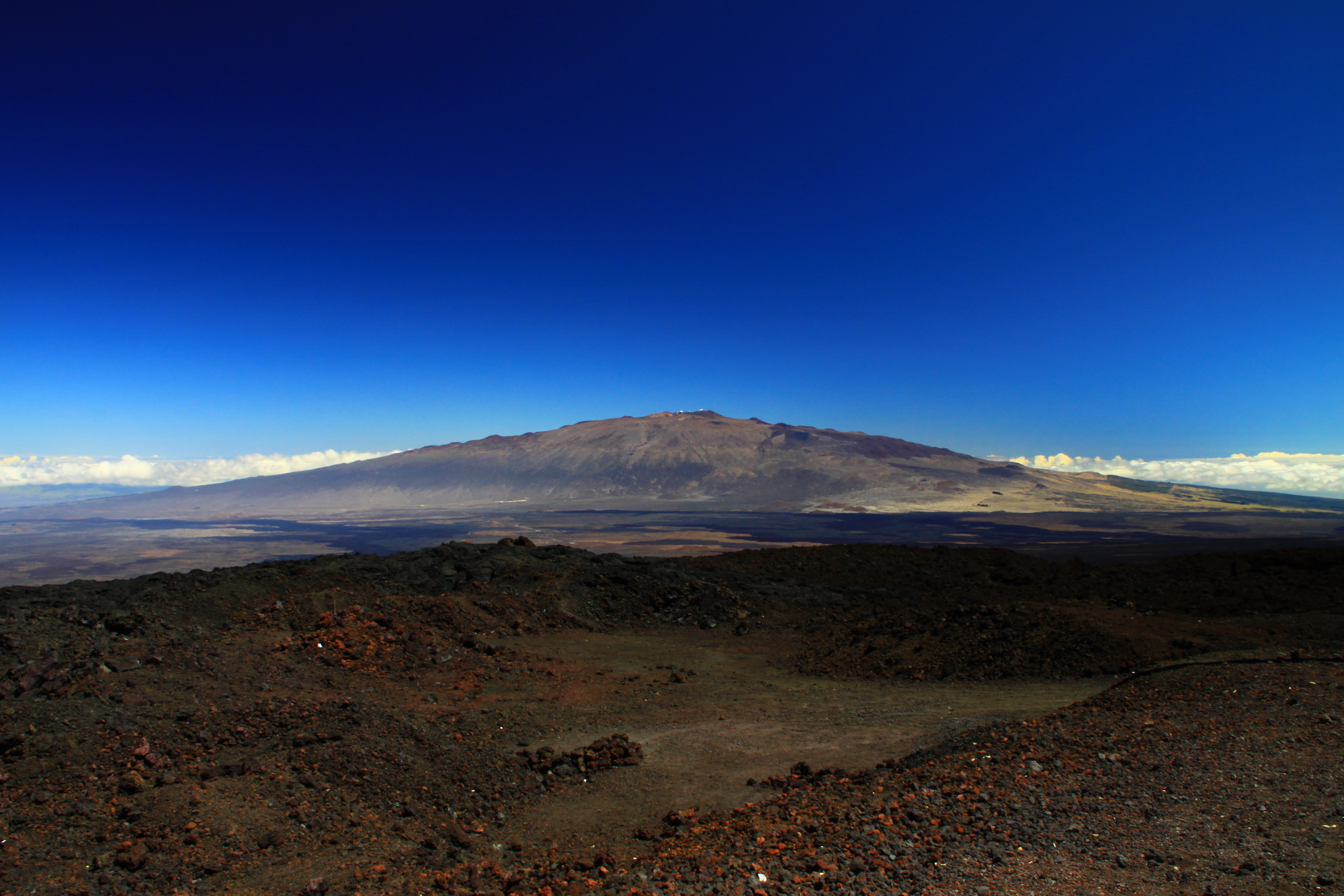
マウナ・ロア山より望むマウナ・ケア山。
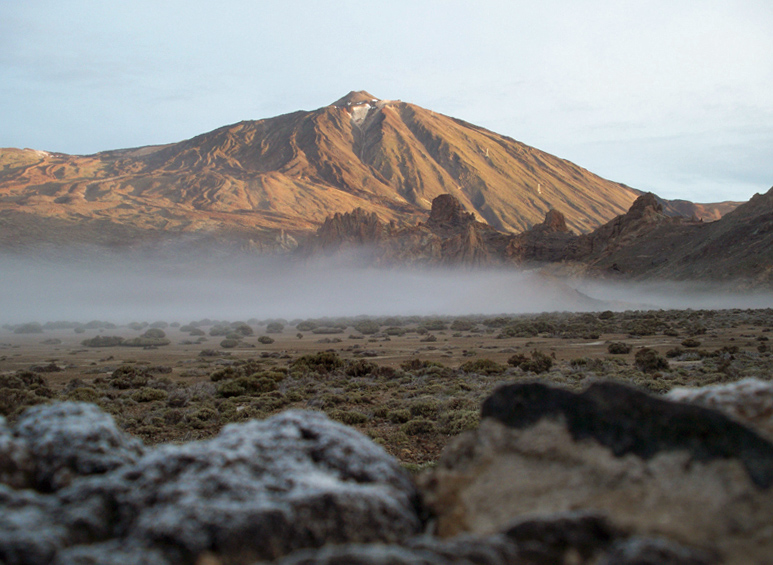
テイデ山。
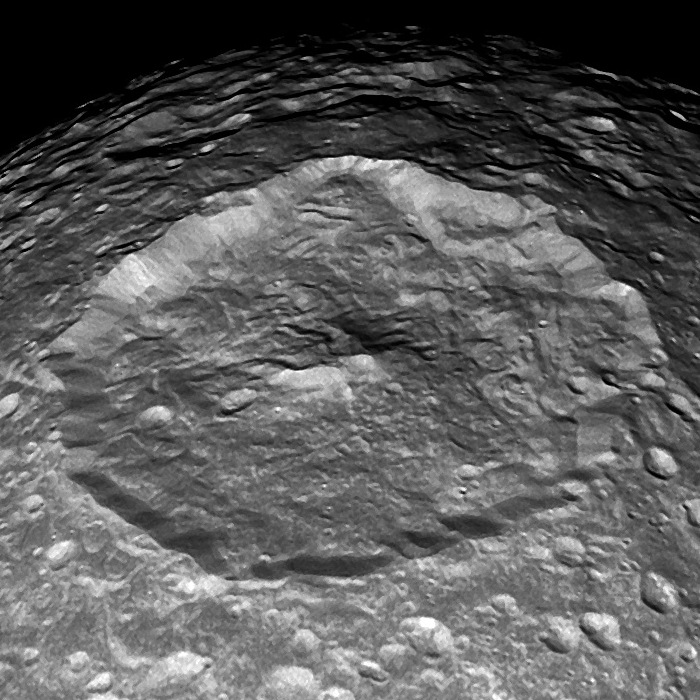
ハーシェルとその中央丘。カッシーニによる。
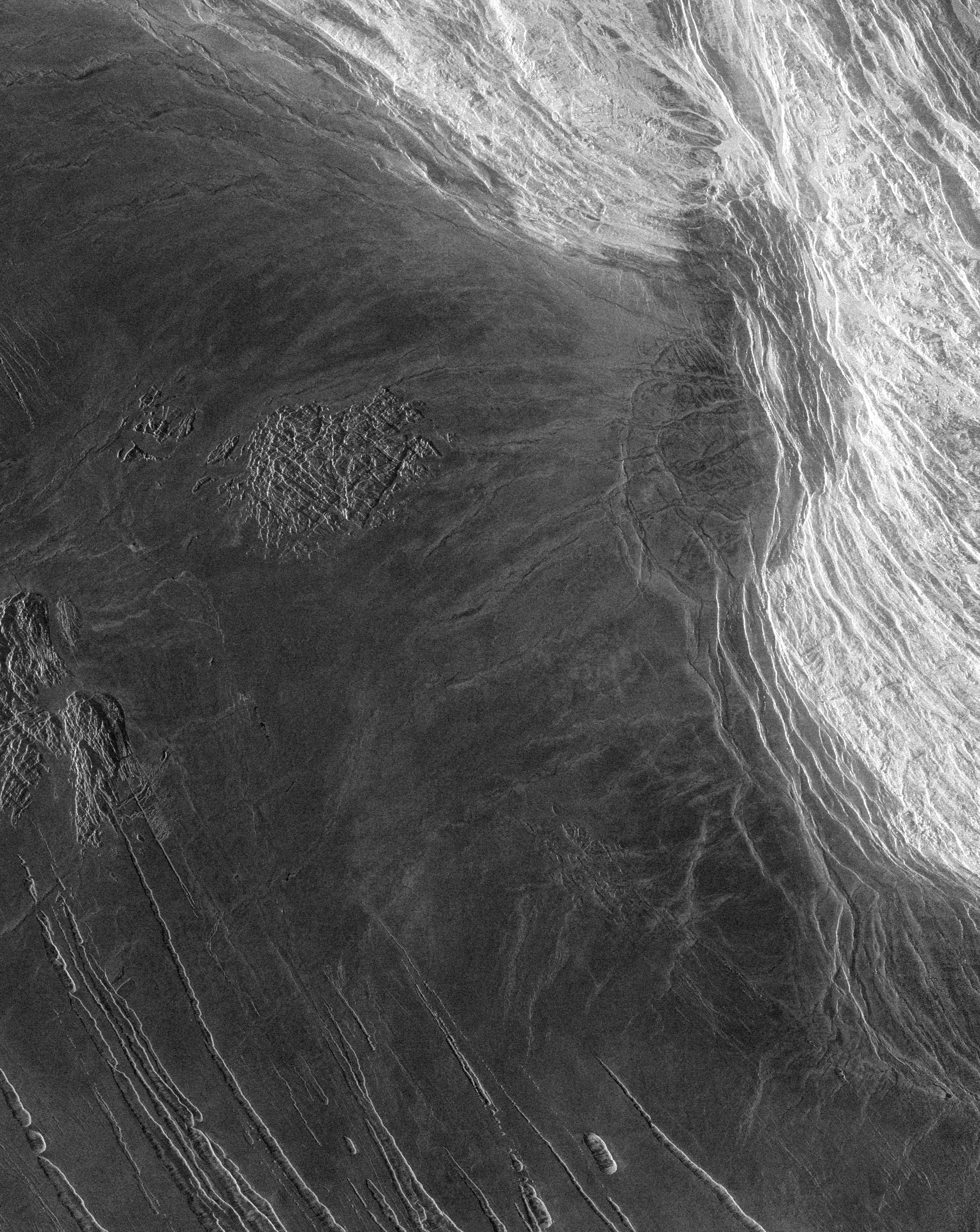
マゼランによる金星のマクスウェル山のレーダー画像
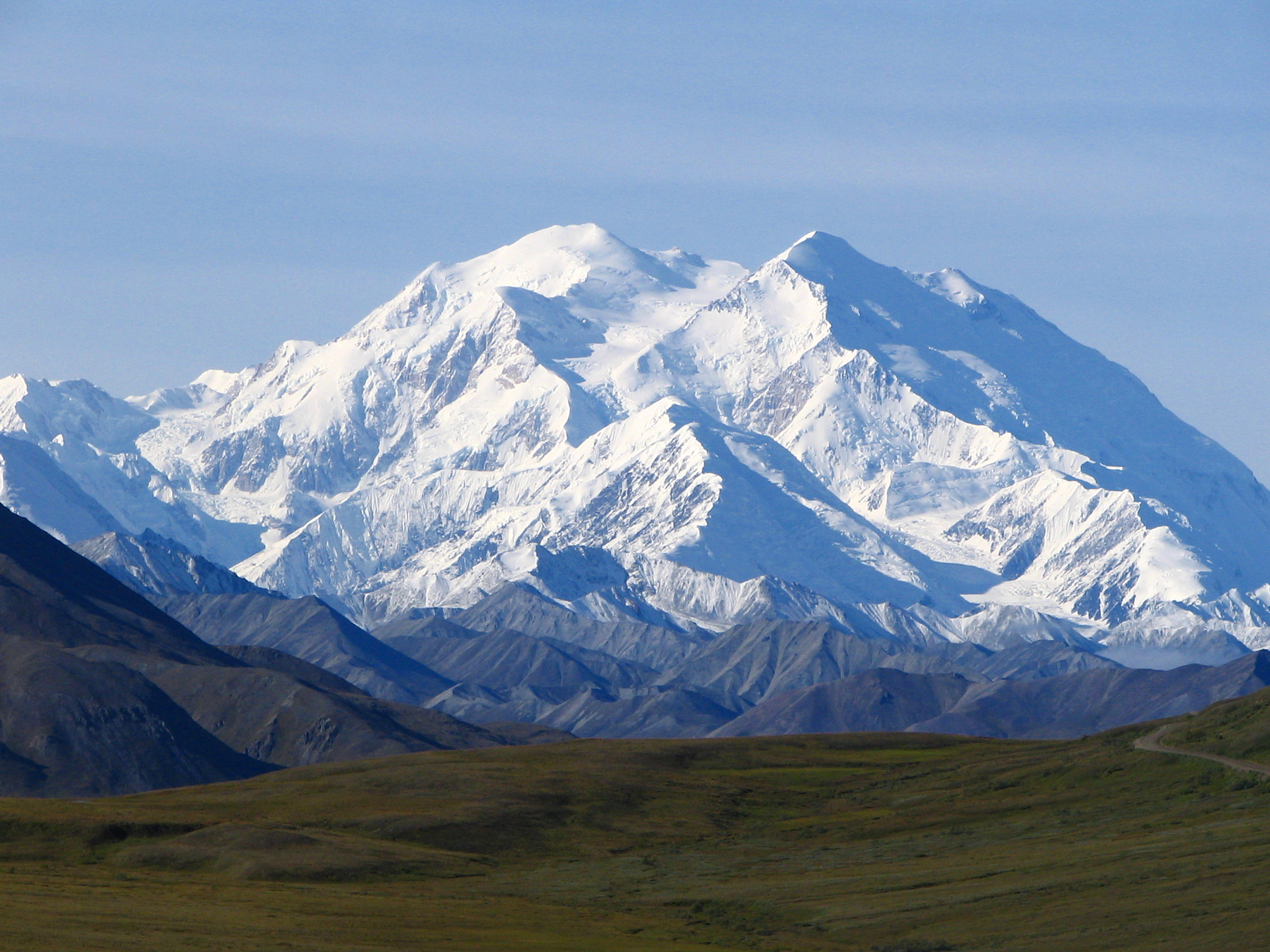
アラスカ州のデナリ。
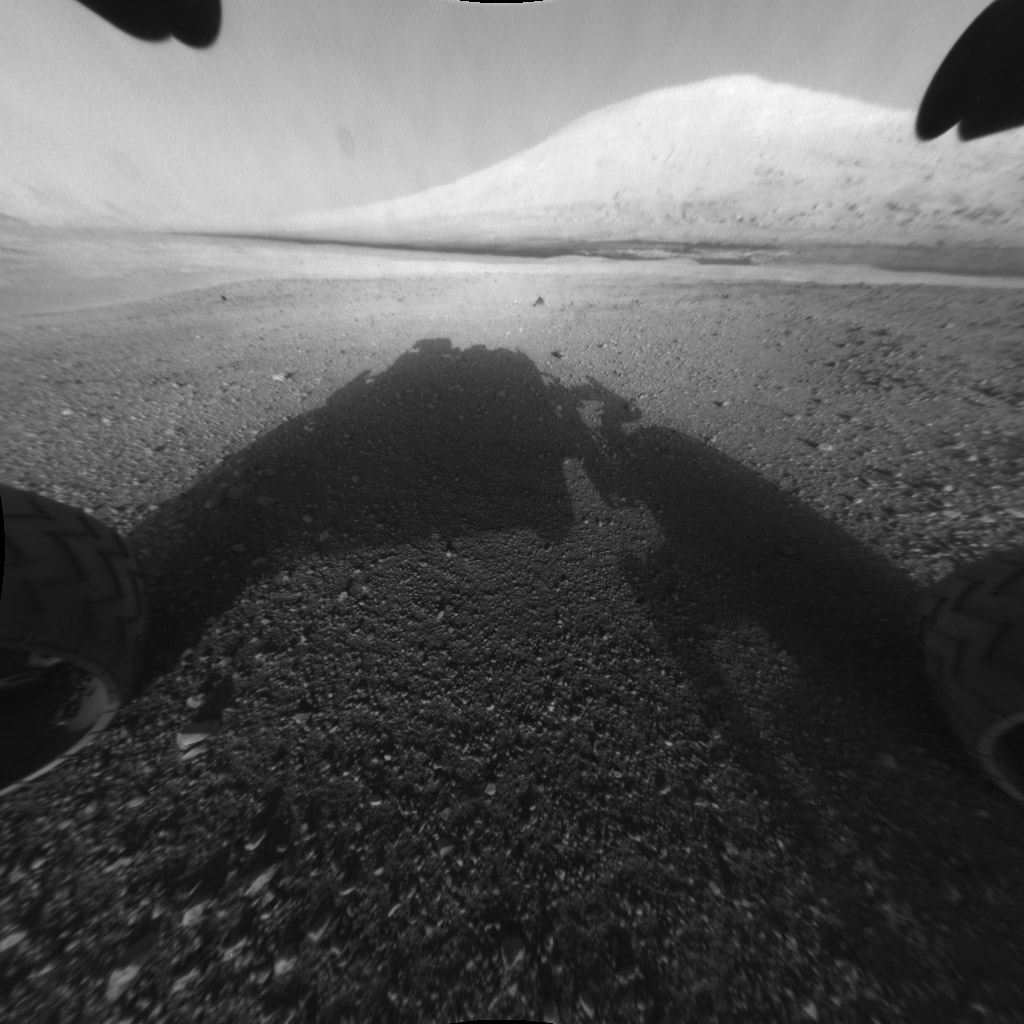
火星のアイオリス山。探査車 キュリオシティによる(2012年8月6日)。[† 9]
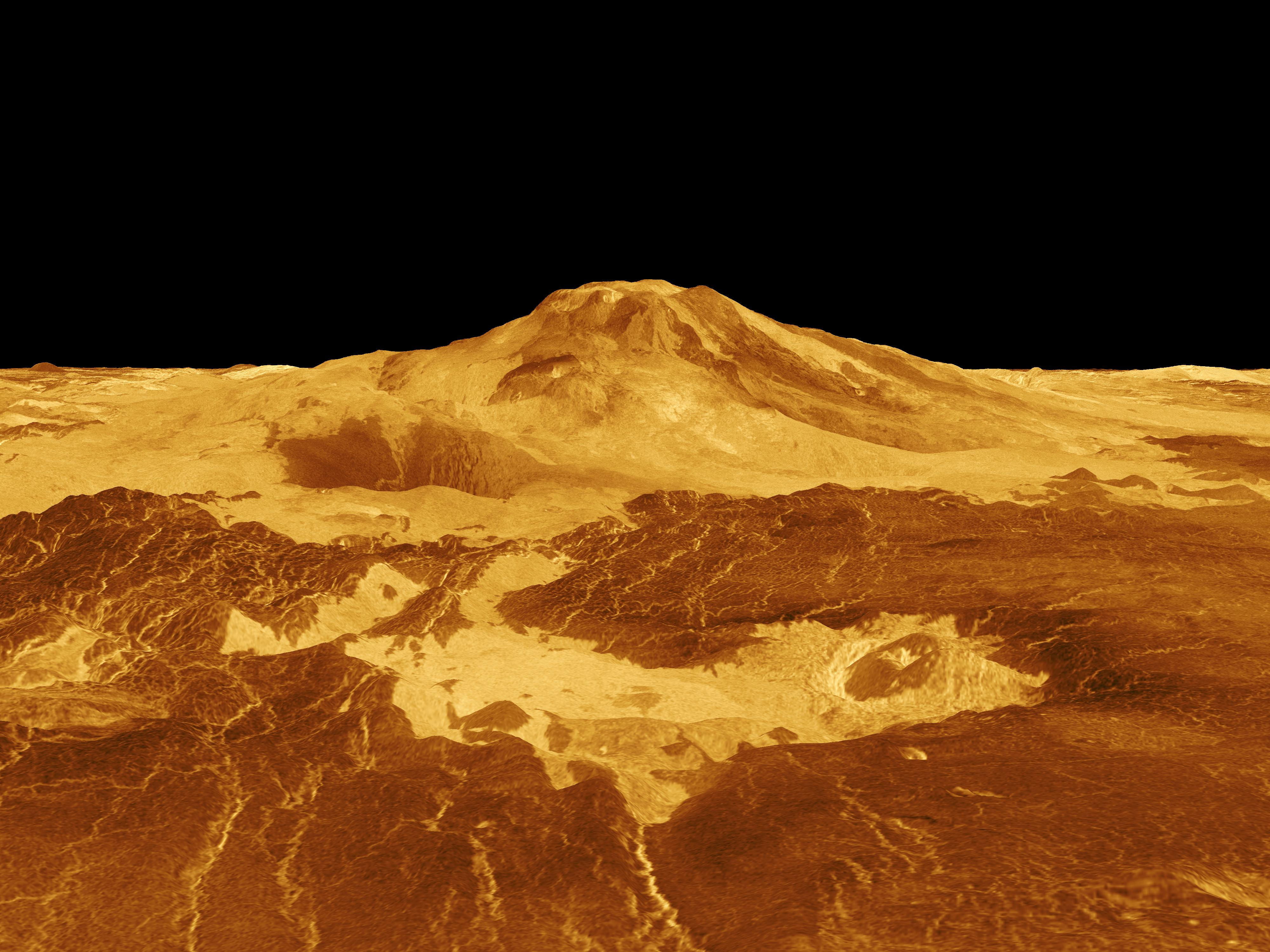
金星のマアト山。レーダー画像と高度計による、10倍の過高感（英語版）
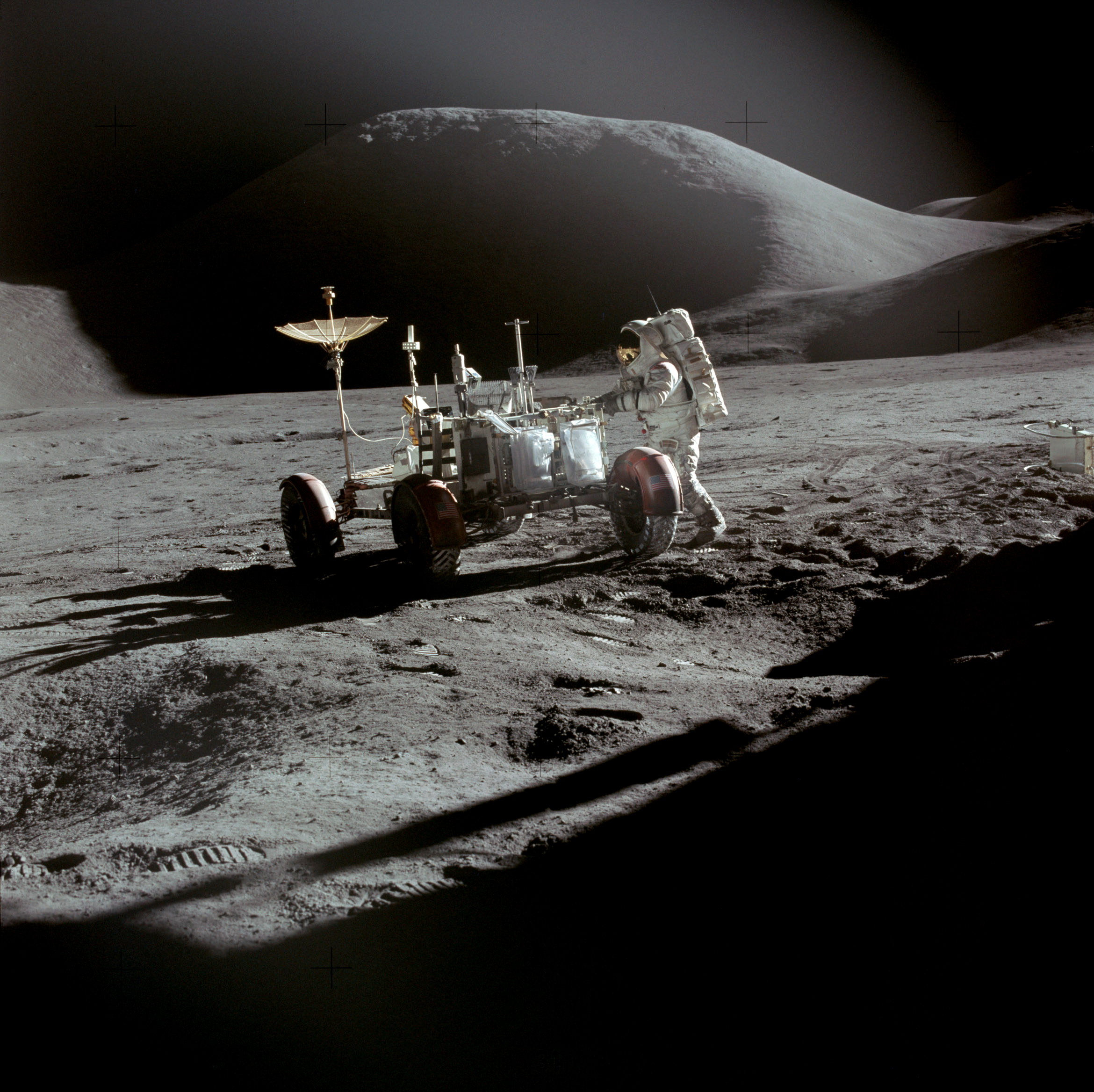
月のハドリー山。アポロ15号の着地地点付近より。(1971年)
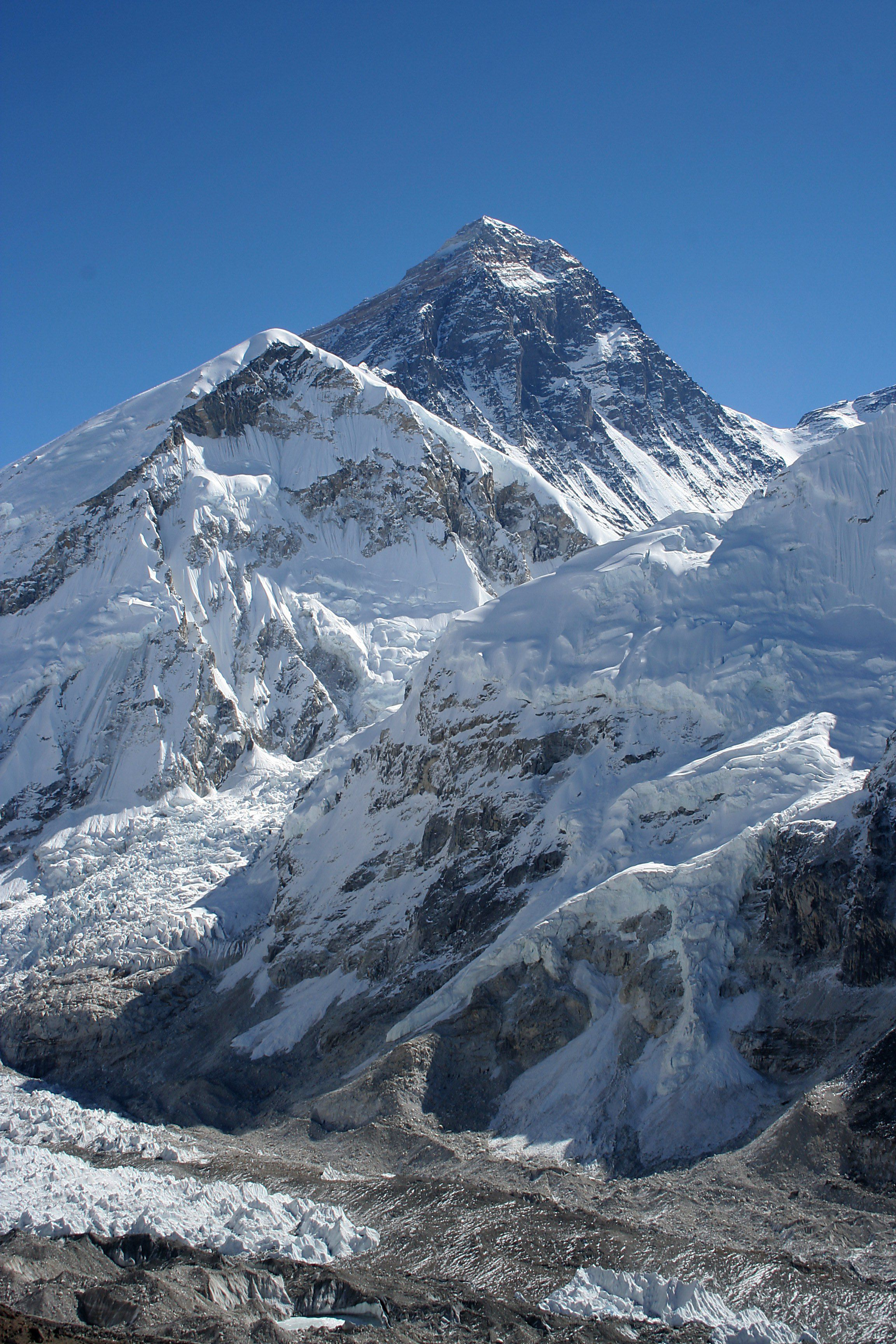
海抜が最も高いネパール・チベットのエヴェレスト山。